# Eduardo Coudet
Eduardo Germán Coudet, né le 12 septembre 1974 à Buenos Aires en Argentine, est un ex-footballeur argentin reconverti entraineur.

## Biographie

### Joueur
Il débute en Première Division le 23 octobre 1993 avec le maillot de Platense dans un match nul 0 à 0 devant Boca Juniors. En 1995, il est transféré à Rosario Central, club surnommé "Canalla" (les canailles), avec lequel il obtient le premier titre de sa carrière : la Coupe Conmebol en 1995. Lors de ses débuts avec Rosario Central, il marque le but de l'égalisation lors du match nul contre l'Independiente de Avellaneda, en août 1995. Ses belles actions sur la pelouse et ses déclarations constantes à la presse (toujours avec humour et souvent avec des provocations envers Newell´s Old Boys, le rival classique de Central) font du Chacho une idole des supporters canalla,,. Le 23 novembre 1997, il marque le deuxième but dans le Clasico Rosarino où les canallas gagnent par 4 à 0. Cette partie entre dans l'histoire, car après l'expulsion de quatre joueurs de l'équipe adverse, un cinquième joueur rival doit sortir. Le match est alors suspendu en raison de l'infériorité numérique de l'équipe de Newell's. Ce derby est célébré à Rosario par les supporters de Central comme le "Jour de l'abandon".
En 1998, Eduardo Coudet est transféré au San Lorenzo d'Almagro, et en 1999, il passe au Club Atlético River Plate, équipe avec laquelle il gagne divers championnats locaux.
En 2004, il revient porter les couleurs de Rosario Central. Les supporters lui ont gardé une grande affection et peuvent apprécier son jeu de haut niveau pendant le championnat. Cette année, les Jaune et Bleu terminent à la sixième place. En 2005, il retourne à San Lorenzo d'Almagro pour un an ... et réintègre Rosario Central pour une ultime saison. Il est l'auteur d'un but remarquable lors du Clasico Rosarino en ouverture du championnat 2006, remporté par les canailles 4 buts à 1. 
En 2007, Eduardo Coudet est transféré au Mexique. Il commence à jouer avec l'équipe de San Luis, puis celle du Club Necaxa. À son arrivée, il laisse entendre qu'il vient pour marquer l'histoire du club et devenir un joueur clé. Il réussit son pari et devient une idole du club. Son premier but en 2007 est marqué avec l'équipe de San Luis, contre celle de Necaxa, ce qui permet au club de triompher et de remonter au classement. Lors de son passage à San Luis, il réussit l'objectif d'être leader du championnat, et fait rentrer son équipe pour la première fois dans une compétition internationale, la Coupe Sudamericana 2008.
Il est ensuite transféré au club Necaxa où son arrivée n'est pas bien perçue par les supporters, qui lui reprochent rapidement son peu d'efficacité. II a même eu une altercation avec des supporters dans l'aéroport de Mexico lors d'un déplacement. Finalement, l'équipe ne réussit pas à se maintenir et se voit reléguée en Deuxième division. Eduardo Coudet rentre alors à San Luis. Il marque son dernier but du dans le championnat mexicain en 2009 contre Pachuca.
Après ce passage au Mexique, Eduardo Coudet revient jouer en Argentine avec le maillot du Colón de Santa Fe. Il dispute seulement cinq parties avant d'être transféré aux États-Unis.
Il joue la fin de la saison 2010 avec le club de Philadelphia Union, et termine sa carrière avec l'équipe des Strikers de Fort Lauderdale.

### Entraîneur
En 2014, Rosario Central s'incline devant Huracan lors de la finale de la Copa Argentina. Son entraîneur, Miguel Ángel Russo, démissionne, et laisse la place libre pour Eduardo Coudet. Le 15 décembre 2014, commence alors la seconde grande histoire entre "Chacho" et le club canalla. Le soutien des supporters se confirme très vite grâce au bon démarrage de Central dans le nouveau championnat argentin, un tournoi de 30 équipes. Le club Jaune et Bleu obtient de bons résultats avec un jeu de caractère, des belles actions avec un total de 16 victoires sur les 30 rencontres disputées. De plus, Eduardo Coudet réussit à qualifier l'équipe pour la Copa Libertadores 2016. 
Rosario Central arrive une nouvelle fois en finale de la Copa Argentina lors de la saison 2014-15. La finale a lieu le 4 novembre 2015, contre Boca Juniors, dans le stade Mario Alberto Kempes de la ville de Córdoba. Le match est émaillé d'erreurs d’arbitrage majeures, qui vaudront par la suite des sanctions aux arbitres. Rosario Central perd le match 2 à 0 et se classe deuxième du championnat,,,,,,
Devenu entraîneur du Racing Club d'Avellaneda en 2017, il mène la « Academia » au titre national à l'issue de la saison 2018-2019, son premier depuis 2014.
En novembre 2020, il rejoint le Celta de Vigo. Le 2 novembre 2022, après les mauvais résultats engrangés par le club galicien depuis le début de la saison il se fait licencier de son poste d'entraineur.

## Carrière

### Joueur
| Club                     | Pays       | Années      |
| ------------------------ | ---------- | ----------- |
| Platense                 | Argentine  | 1993 – 1995 |
| Rosario Central          | Argentine  | 1995 – 1998 |
| San Lorenzo              | Argentine  | 1998 – 1999 |
| River Plate              | Argentine  | 1999 – 2002 |
| Celta de Vigo            | Espagne    | 2002        |
| River Plate              | Argentine  | 2003 – 2004 |
| Rosario Central          | Argentine  | 2004        |
| San Lorenzo              | Argentine  | 2005        |
| Rosario Central          | Argentine  | 2006        |
| San Luis                 | Mexique    | 2007 – 2008 |
| Necaxa                   | Mexique    | 2009        |
| San Luis                 | Mexique    | 2009 – 2010 |
| Colón                    | Argentine  | 2010        |
| Philadelphia Union       | États-Unis | 2010        |
| Fort Lauderdale Strikers | États-Unis | 2011        |

### Entraîneur
| Club             | Pays      | Années    |
| ---------------- | --------- | --------- |
| Rosario Central  | Argentine | 2015-2017 |
| Club Tijuana     | Mexique   | 2017      |
| Racing Club      | Argentine | 2017-2019 |
| SC Internacional | Brésil    | 2020      |
| Celta de Vigo    | Espagne   | 2020-2022 |

## Palmarès

### Championnats nationaux
| Titre               | Club        | Pays      | Années |
| ------------------- | ----------- | --------- | ------ |
| Tournoi d'Ouverture | River Plate | Argentine | 1999   |
| Tournoi de Clôture  | River Plate | Argentine | 2000   |
| Tournoi de Clôture  | River Plate | Argentine | 2002   |
| Tournoi de Clôture  | River Plate | Argentine | 2003   |
| Tournoi de Clôture  | River Plate | Argentine | 2004   |

### Coupes internationales
| Titre          | Club            | Pays      | Années |
| -------------- | --------------- | --------- | ------ |
| Coupe Conmebol | Rosario Central | Argentine | 1995   |

- Finaliste de la Copa Sudamericana 2003 avec River Plate